# Сабраност на дах
Сабраност пажње на дах или свесност дисања (пали: ānāpānasati, санскрт: ānāpānasmṛti) је један од најпознатијих примера будистичке медитације. То је медитативна техника у којој се центар пажње везује за осећаје који се јављају при удаху и издаху.

## Будино учење
Од свих техника будистичке медитације, сабраност на дах има фундаменталну важност. Према Будином учењу, ово мотрење усредоточено на дисање доводи до смирења, узвишености, благости и среће, "непосредно изазива ишчезавање свих лоших мисли и смирује дух." Буда је управо ову технику препоручивао као главно средство постизање будности. 
Монаси, једна ствар када је негована и често практикована доноси велики плод и корист. Која је то ствар? Сабраност пажње на дах.— Готама Буда
Овако почињу Будине упуте о свесности дисања:
А како то развијање и неговање сабраности пажње на дах доноси велики плод, велику корист? Тако што монах оде у шуму, у подножје неког дрвета или у празну колибу; седа ногу прекрштених, тела усправног и устали своју пажњу пред собом; непрекидно сабран, он удише и, непрекидно сабран, он издише. Када начини дуг удах, он зна: ‘Ово је дуг удах’; или када начини дуг издах, он зна: ‘Ово је дуг издах’. Када начини кратак удах, он зна: ‘Ово је кратак удах’.
Буда је ову методу поредио са кроћењем дивљег говечета:
Претпоставимо да неки чобанин жели да укроти говедо отхрањено млијеком дивље краве. Он ће га везати подаље од стада конопом за ступ учвршћен у земљу. Сада говедо може да трза коноп на све стране, али пошто не може да умакне, коначно ће сјести или се испружити поред ступа. Исто тако и испосник кад одлучи да укроти властити дух, који је дуго времена био распуштен и слиједио мамце вида, слуха, њуха, укуса, опипа и мишљења, јер су то били предмети којима се ситио и тажио — сада треба да свој дух одвоји од тих предмета, да га одведе у шуму или у подножје стабла или на неко самотно мјесто и да га тамо веже за ступ удисања и издисања конопом пажње. Тада његов дух може да се трза на све стране, али кад више не може доћи до предмета на које је раније био навикнут, јер не може да прекине коноп пажње и побјегне, онда ће се спустити и сталожити уз предмет контемплације, обузет стањем приступног или потпуног задубљења.
Он сабраност на дах назива „Татагатино боравиште”, јер ју је често практиковао и после пробуђења, боравећи у изолацији, дубоко у шуми.